# Belo Polje (Brus)
Belo Polje (en serbio cirílico : Бело Поље) es un pueblo de Serbia, situado en el municipio de Brus, en el distrito de Rasina. En el censo de 2011 contaba con 32 habitantes.

## Demografía
| 1948 | 1953 | 1961 | 1971 | 1981 | 1991 | 2002 | 2011 |
| ---- | ---- | ---- | ---- | ---- | ---- | ---- | ---- |
| 232  | 246  | 241  | 198  | 120  | 83   | 50   | 32   |